# Cheumatopsyche amboinica
Cheumatopsyche amboinica là một loài Trichoptera trong họ Hydropsychidae. Chúng phân bố ở vùng nhiệt đới châu Phi.